# Lagonosticta
Lagonosticta é um género de ave da da família dos estrildideos
Este género contém as seguintes espécies:
- Lagonosticta rufopicta
- Lagonosticta nitidula
- Lagonosticta senegala
- Lagonosticta rara
- Lagonosticta rubricata
- Lagonosticta landanae
- Lagonosticta rhodopareia
- Lagonosticta virata
- Lagonosticta sanguinodorsalis
- Lagonosticta larvata
  - Lagonosticta (larvata) vinacea
- Lagonosticta umbrinodorsalis